# Neochamus thoas
Neochamus thoas là một loài bọ cánh cứng trong họ Cerambycidae.